# CSP Limoges
CSP Limoges je bio košarkaški klub iz grada Limogesa u Francuskoj. Klub je osnovan 1929. godine, a najveći uspjeh je doživio 1993. godine, kada je pod vodstvom trenera Božidara Maljkovića osvojio košarkašku Euroligu. CSP Limoges je osvojio i 9 naslova prvaka Francuske, Kup Raymonda Saporte te Kup Radivoja Koraća (tri puta).
CSP Limoges je svoje domaće utakmice od 1981. igrao u dvorani "Palais des sports de Beaublanc", kapaciteta 5.500 gledatelja.
Klub je u 21. stoljeću zapao u financijske probleme, zbog kojih je izbačen u 2. ligu te konačno i ugašen, 2004. godine. Iste je godine osnovan njegov nasljednik, klub Limoges CSP Élite.

## Klupski uspjesi
- Prvenstvo Francuske
  - Prvak: 1983., 1984., 1985., 1988., 1989., 1990., 1993., 1994., 2000., 2014.
  - Doprvak: 1982., 1987., 1991., 1992., 1998.

- Francuska 2. liga (Pro B)
  - prvak: 2001., 2012.
  - doprvak: 1978., 2009., 2010.

- Francuska 3. liga (Nationale 1)
  - doprvak: 2006.

- Kup Francuske:
  - pobjednik: 1994., 1995., 2000.
  - finalist: 2011., 2012.

- Coupe de la Fédération
  - pobjednik: 1982., 1983., 1985.

- Francuski superkup (Match des champions )
  - pobjednik: 2012.

- Europska liga:
  - Pobjednik: 1993.

- Kup pobjednika kupova:
  - Pobjednik: 1988.

- Kup Radivoja Koraća:
  - Pobjednik: 1982., 1983., 2000.
  - Finalist: 1987.

## Vanjske poveznice
- Momčadi kroz povijest  Arhivirana inačica izvorne stranice od 16. prosinca 2008. (Wayback Machine) (fr.)